# Crocidura pullata
Crocidura pullata е вид бозайник от семейство Земеровкови (Soricidae).

## Разпространение
Видът е разпространен в Индия (Джаму и Кашмир), Китай (Юннан), Пакистан и Тайланд.